# Ariel Velasco-Shaw
Ariel Velasco-Shaw ist ein philippinisch-US-amerikanischer Visual-Effects-Techniker.

## Leben
Ariel Velasco-Shaw begann seine Karriere 1984, als er beim New York Institute of Technology anfing und zum Digital Imaging forschte. 1989 wurde er Teil von Walt Disney Feature Animation, für die er eine eigene Digital-Imaging-Abteilung gründete. Er arbeitete unter anderem an den Disney-Klassikern Die Schöne und das Biest (1991), Aladdin (1992) und Der König der Löwen (1994) mit.
Bei der Oscarverleihung 1994 wurde er für seine Arbeit an Nightmare Before Christmas für einen Oscar in der Kategorie Beste visuelle Effekte nominiert.
1994 verließ Velasco-Shaw Disney und ging zu Boss Film Studios, für die er unter anderem an True Lies (1994). Der Scout (1994) und Drop Zone (1994) arbeitete. Es folgte Warner Digital Studios und die Filme Batman Forever (1995), Ein Präsident für alle Fälle (1996), Die schrillen Vier in Las Vegas (1997) und Contact (1997). Die nächste Station wurde Pacific Title/Mirage mit den Filmen Lethal Weapon 4 (1998), Armageddon – Das jüngste Gericht (1998) und Star Force Soldier (1998). Er wurde außerdem 1998 für einen Emmy für seine Arbeit an der HBO-Serie From the Earth to the Moon nominiert.
Bekannt wurde er außerdem für seine Arbeit an Teilen der Final-Destination-Filmreihe.